# Olympische Sommerspiele 2004/Teilnehmer (Tunesien)
| Gelbes Symbol für Goldmedaillen mit stilisierten Olympischen Ringen | Graues Symbol für Silbermedaillen mit stilisierten Olympischen Ringen | Braundes Symbol für Bronzemedaillen mit stilisierten Olympischen Ringen |
| ------------------------------------------------------------------- | --------------------------------------------------------------------- | ----------------------------------------------------------------------- |
| —                                                                   | —                                                                     | —                                                                       |

Tunesien nahm an den Olympischen Sommerspielen 2004 in der griechischen Hauptstadt Athen mit 54 Sportlern, 10 Frauen und 44 Männern, teil.

## Teilnehmer nach Sportarten

### Boxen
- Walid Cherif
Fliegengewicht: 17. Platz

- Saifeddine Nejmaoui
Federgewicht: 17. Platz

- Taoufik Chobba
Leichtgewicht: 17. Platz

- Mohammed Ali Sassi
Halbweltergewicht: 17. Platz

- Mohammed Sahraoui
Mittelgewicht: 17. Platz

### Fechten
- Maher Ben Aziza
Florett, Einzel: 35. Platz

- Mohammed Rebai
Säbel, Einzel: 33. Platz

### Fußball
- Herrenteam
12. Platz

- Kader
José Clayton
Khaled Fadhel
Anis Boussaïdi
Karim Hagui
Alaeddine Yahia
Zied Bhairi
Hocine Ragued
Khaled Mouelhi
Wissem Ben Yahia
Ali Zitouni
Mohamed Jedidi
Sabeur Trabelsi
Amine Ltaief
Anis Ayari
Mejdi Traoui
Issam Merdassi

### Gewichtheben
- Youssef Sbaî
Leichtgewicht: DNF

- Hayet Sassi
Frauen, Klasse bis 63 kg: 4. Platz

### Judo
- Anis Lounifi
Superleichtgewicht: Viertelfinale

- Saida Dhahri
Frauen, Halbmittelgewicht: Erste Runde

- Houda Ben Daya
Frauen, Halbschwergewicht: Viertelfinale

- Insaf Yahyaoui
Frauen, Schwergewicht: 5. Platz

### Leichtathletik
- Sofiène Laâbidi
400 Meter: Vorläufe

- Hatem Ghoula
20 Kilometer Gehen: 11. Platz

- Aïda Sellam
Frauen, Speerwurf: 24. Platz in der Qualifikation

### Ringen
- Fadhila Louati
Frauen, Fliegengewicht, Freistil: 14. Platz

### Rudern
- Ibtissem Trimèche
Frauen, Einer: 19. Platz

### Schwimmen
- Anouar Ben Naceur
200 Meter Freistil: 50. Platz

- Oussama Mellouli
1500 Meter Freistil: 14. Platz
200 Meter Lagen: 9. Platz
400 Meter Lagen: 5. Platz

### Segeln
- Foued Ourabi
Windsurfen: 23. Platz

### Taekwondo
- Mohammed Omrani
Klasse bis 68 Kilogramm: 11. Platz

- Hichem Hamdouni
Klasse bis 80 Kilogramm: 5. Platz

- Mounira Nahdi
Frauen, Klasse bis 67 Kilogramm: 11. Platz

### Tischtennis
- Nesrine Ben Kahia
Frauen, Einzel: 49. Platz
Frauen, Doppel: 25. Platz

- Olfa Guenni
Frauen, Einzel: 49. Platz
Frauen, Doppel: 25. Platz

### Turnen
- Wajdi Bouallègue
Einzelmehrkampf: 47. Platz
Barren: 77. Platz in der Qualifikation
Boden: 57. Platz in der Qualifikation
Pferdsprung: 69. Platz in der Qualifikation
Reck: 71. Platz in der Qualifikation
Ringe: 72. Platz in der Qualifikation
Seitpferd: 63. Platz in der Qualifikation

### Volleyball (Halle)
- Herrenteam
11. Platz

- Kader
Khaled Bel Aïd
Walid Ben Abbes
Mehrez Berriri
Mohammed Salim Chekili
Marouane Fehri
Mahdi Gara
Chaker Ghezal
Ghazi Guidara
Noureddine Hfaiedh
Hosni Karamosly
Mohammed Trabelsi